# Ivan Riley
Ivan Harris Riley, né le 31 décembre 1900 à Newton et mort le 28 octobre 1943 à Kansas City (Kansas), est un athlète américain spécialiste du 400 mètres haies. Affilié au Illinois Athletic Club, il mesurait 1,83 m pour 74 kg. 

## Biographie

### Palmarès
| Date | Compétition           | Lieu  | Résultat | Performance |
| ---- | --------------------- | ----- | -------- | ----------- |
| 1924 | Jeux olympiques d'été | Paris | 3e       | 54 s 2      |

### Records
| Épreuve          | Performance | Lieu | Date |
| ---------------- | ----------- | ---- | ---- |
| 400 mètres haies | 52 s 1      |      | 1924 |